# Otto Brunner
Otto Brunner (21 de abril de 1898 – 12 de junho de 1982), foi um historiador alemão, conhecido por ser um dos pioneiros da história dos conceitos, coeditor da obra Conceitos Históricos Básicos, e um dos mais importantes historiadores alemães do século XX.

## Carreira acadêmica
A obra de Otto Brunner é considerada uma das contribuições mais provocativas e originais da tradição historiográfica dos países de língua germânica no século XX. Seu primeiro livro publicado, Terra e dominação (1939), possui diversas edições e traduções para o italiano e para o inglês, sendo considerada por alguns como uma das obras mais importantes da historiografia alemã de todo o século, contendo uma crítica poderosa às formas de escrita da história que prevaleciam na época. Seu segundo livro publicado, Vida Nobre no campo e o Espírito europeu (1949), adquiriu o estatuto  de um clássico entre os eruditos do campo de estudos da cultura europeia, assim como o livro Novos Caminhos em História social, publicado em 1956, que se tornou amplamente reconhecido pela contribuição para a emergência da história social alemã a partir de 1945. Brunner foi um dos precursores do que se convencionou chamar de Nova História Social na Alemanha do Pós-guerra, além de ter feito contribuições significativas na história constitucional, desvinculando-a do paradigma positivista característico da historiografia no século XIX.
Em 1938, após a anexação da Áustria pela Alemanha Nazista, a chamada Anschluss, Brunner fortaleceu o seu sentimento de identificação com o Partido Nacional-Socialista Alemão, ingressando como seu membro, estabelecendo-se firmemente nos círculos acadêmicos nazistas. Brunner foi um dos pioneiros na formulação da história dos conceitos alemã, entendida por ele, durantes as décadas de 1930 e 1940, não apenas como uma crítica filológica das fontes medievais, mas como uma crítica ao liberalismo, fundamentada na convicção de que o Estado constitucional burguês (Rechtstaat) devia ser superado pela Nova Ordem do nacional-socialismo. Em 1941, o historiador nazista Walter Frank nomeou Brunner para o conselho do Reichsinstitut para a História da Nova Alemanha, criado para mobilizar os profissionais da área num programa ideológico de reconstrução da história alemã, sendo agraciado por este mesmo professor no mesmo com o Prêmio Verdun por sua obra Terra e dominação, que, de acordo com Frank, contribuiu para o triunfo dos ideais nazistas no campo da história medieval.

## Obra
- 1939 - Terra e dominação: Questões básicas da história constitucional territorial do sudeste da Alemanha na Idade Média (Land und Herrschaft: Grundfragen der territorialen Verfassungsgeschichte Südostdeutschlands im Mittelalter)
- 1949 - Vida Nobre no campo e o Espírito europeu. Vida e obra de Wolf Helmhard von Hohberg 1612-1688 (Adeliges Landleben und europäischer Geist. Leben und Werk Wolf Helmhards von Hohberg 1612-1688)
- 1954 - Pensamento histórico ocidental (Abendländisches Geschichtsdenken)
- 1956 - Novos Caminhos em História social (Neue Wege der Sozialgeschichte)
- 1972-1997 - Conceitos Históricos Básicos: léxico histórico sobre linguagem político-social na Alemanha (Geschichtliche Grundbegriffe: historisches Lexikon zur politisch-sozialen Sprache in Deutschland, coeditado por Werner Conze e Reinhart Koselleck)
- 1978 - História Social da Europa na Idade Média (Sozialgeschichte Europas im Mittelalter)